# Krzywy Róg
Krzywy Róg (deutsch Krummenort) ist ein Ort in der polnischen Woiwodschaft Ermland-Masuren und gehört zur Landgemeinde Piecki (Peitschendorf) im Powiat Mrągowski (Kreis Sensburg).

## Geographische Lage
Krzywy Róg liegt am Glaswasser (polnisch Jezioro Krzywy Róg) in der südlichen Mitte der Woiwodschaft Ermland-Masuren, zwölf Kilometer südlich der Kreisstadt Mrągowo (Sensburg).

## Geschichte
Der 1565 gegründete und damals Lega, um 1785 Krzywirock, nach 1785 Krummenorth genannte kleine Ort bestand ursprünglich nur aus einem großen Hof. 1874 wurde der Gutsbezirk  Krummenort in den neu errichteten Amtsbezirk Peitschendorf (polnisch Piecki) aufgenommen, der zum Kreis Sensburg im Regierungsbezirk Gumbinnen (ab 1905: Regierungsbezirk Allenstein) in der preußischen Provinz Ostpreußen gehörte. Im Jahre 1910 zählte Krummenort 58 Einwohner.
Aufgrund der Bestimmungen des Versailler Vertrags stimmte die Bevölkerung im Abstimmungsgebiet Allenstein, zu dem Krummenort gehörte, am 11. Juli 1920 über die weitere staatliche Zugehörigkeit zu Ostpreußen (und damit zu Deutschland) oder den Anschluss an Polen ab. In Krummenort stimmten 20 Einwohner für den Verbleib bei Ostpreußen, auf Polen entfielen keine Stimmen.
Am 30. September 1928 gab Krummenort seine Selbständigkeit auf und wurde in die benachbarte Landgemeinde Glashütte (polnisch Szklarnia) eingegliedert.
1945 wurde das gesamte südliche Ostpreußen in Kriegsfolge an Polen überstellt und somit auch Krummenort. Es erhielt die polnische Namensform „Krzywy Róg“ und ist heute eine Ortschaft innerhalb der Landgemeinde Piecki (Peitschendorf) im Powiat Mrągowski (Kreis Sensburg), bis 1998 der Woiwodschaft Olsztyn, seither der Woiwodschaft Ermland-Masuren zugehörig.

## Kirche
Bis 1945 war Krummenort in die evangelische Kirche Peitschendorf, vor 1934 noch in die Kirche Aweyden in der Kirchenprovinz Ostpreußen der Kirche der Altpreußischen Union sowie in die katholische Pfarrei in Sensburg im damaligen Bistum Ermland eingepfarrt.
Heute gehört Krzywy Róg zur Pfarrei zur evangelischen St.-Trinitatis-Kirche Mrągowo mit ihrer Filialgemeinde in Nawiady (Aweyden) innerhalb der Diözese Masuren der Evangelisch-Augsburgischen Kirche in Polen und außerdem zur katholischen Pfarrei Nawiady im jetzigen Erzbistum Ermland.

## Verkehr
Krzywy Róg liegt nur wenige Kilometer westlich der verkehrstechnisch bedeutsamen Landesstraße 59 die die Regionen Giżycko (Lötzen), Mrągowo (Sensburg) und Szczytno (Ortelsburg) miteinander verbindet. Der Ort ist über eine Nebenstraße nach Dłużec (Langendorf) zu erreichen. Eine Bahnanbindung existiert nicht.

## Aus dem Ort gebürtig
- Rudolf Walther von Monbary (* 19. April 1815 in Krummenort; † 25. Januar 1892 in Potsdam), preußischer Offizier